# Triel open air
 (juin 2013).
Si vous disposez d'ouvrages ou d'articles de référence ou si vous connaissez des sites web de qualité traitant du thème abordé ici, merci de compléter l'article en donnant les références utiles à sa vérifiabilité et en les liant à la section « Notes et références ».
Le festival Triel Open Air est un festival de musique français organisé à Triel-sur-Seine dans les Yvelines, qui a fonctionné de 2009 à 2014 (six éditions).
Ce festival durait deux jours dans le Parc aux étoiles et réunissait des artistes de la scène musicale française et internationale sur une scène principale de 150 m2 et d'autres scènes.

## Description
Installé dans le Parc aux étoiles, cet évènement accueille chaque année durant la période estivale bon nombre d'artistes de la scène musicale française et internationale.
Étalé sur deux jours, le Triel open air comporte une scène principale de 150 m2 et d'autres scènes. Dix-huit groupes sont venus pour l’édition 2013.
Un camping est mis à disposition des festivaliers ayant acheté un pass deux jours avec boisson et restauration allant de 2 à 6 euros.
Le festival est organisé par l’association Esprit rock.
La dernière édition a eu lieu en 2014 et a cessé à la suite de difficultés des collectivités.

## Programmation depuis 2009

### 2009
- Vendredi 1er mai : Erynies, Ektomorf, L'Esprit Du Clan, Shiryu, DreadFul Silence, Dagoba et NightCreepers
- Samedi 2 mai : Watcha, Corpse Division, Anamnesia, Würm, Onirik Illusion et Niflheim

### 2010
- Jeudi 13 mai : Endless Shiver, Synthetic Waterfall, Twage, Equilibrium, Diogene Theory, Livarkahil, Kleszcz et NightCreepers
- Vendredi 14 mai: Benighted Soul, Niflheim, Markize, Lethal Mind, Dereden, Black Curtains, Kielwater, Désert Orange, Delain, Bad In et Krepuskule
- Samedi 15 mai : Xtrunk, Shiryu, Enhancer, Abstinenz, Die On Monday, Corpse Division, Anamnesia, Cadaveres, Les coqs du punk, DreadFul Silence et Zemia

### 2011
- Samedi 2 juillet : Basement Cellar, Gawky, Klink Clock, Invading Chapel, Funky Monks, Opiium, Zuul FX, NightCreepers, Northland, DreadFul Silence et Bukowski
- Dimanche 3 juillet : Idensity, Dot Legacy, My Dog Ate It, Xtrunk, Kleszcz, Deep In Hate et Decapitated

### 2012
- Samedi 30 juin : Syrose, Dot Legacy, Opiium, Cheyenne Doll, Sleepin' Susy, Red mourning, Funky monks, Opium du peuple, Black Tartan Clan et Les Ramoneurs de menhirs
- Dimanche 1er juillet : Widespread Disease, In trails, My dog hat it, Kielwater, NightCreepers, Towards End Rapture, Kingfisher Sky, Gorod, Underflesh, Markize, Parabellum, Stream of passion et Aborded

### 2013
- Samedi 29 juin : Pervert Asshole, Deadly Fist, Kopper8, NightCreepers, T.A.N.K, No Return, The ARRS et Dagoba
- Dimanche 30 juin : Syrose, Lutece, SustainCore, Strike Back, Hell Of a Ride, Klone, Parabellum et Black bomb a[3]

### 2014
- Vendredi 4 juillet : Wizzö, Lumberjacks, Debauchery, Belphegor, Dagara, Frantic Machine, Pitbulls in the Nursery, Lutece, Ave Tenebrae et Azziard
- Samedi 5 juillet : Hemoragy, Pervert Asshole, Witches, M-pire of Evil, Blazing War Machine, Sidilarsen, Les sales majestés, Captain Frapat, Enemy Of The Enemy, Burn Your Karma, Dying Flag, Naïve, SkeLLeL, Fenrir, Praetoria et Hypocras
- Dimanche 6 juillet : Churchill, The Distance, Acyl,  Les Ramoneurs de Menhirs,  Tagada Jones,  Inner Reflection, Funeral Dawn, Spark Gap, Red Mourning, Magoa, Barrakuda, Skalp'Hell, Ego Miss Blinded, Avenger et Martyr